# 千甲車站
千甲車站位於新竹市東區，為臺灣鐵路公司內灣線的鐵路車站，與內灣線新竹－竹中路段銜接六家線，是配合台鐵捷運化政策，作為接駁高鐵新竹站而新設的車站之一。此車站於2011年11月11日啟用，舊名「世博（千甲）車站」。

## 車站概要

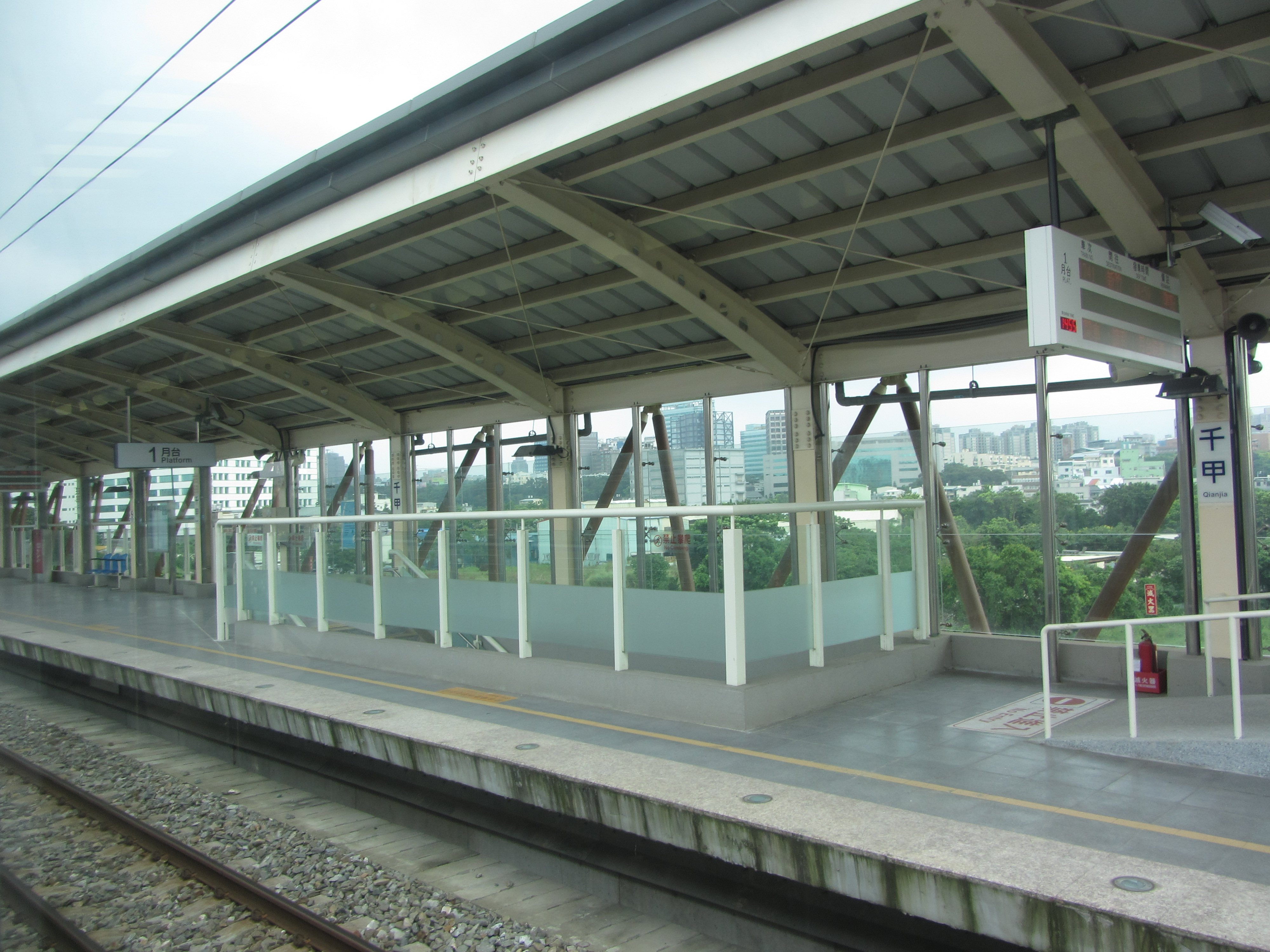
月台

千甲車站在營運上設定為簡易站，僅停靠區間車，並指定由新竹站管理。

### 站名更迭
車站鄰近地區老地名「九甲埔」，而其里名「千甲」，據說係附近昔日水田範圍甚廣，有1千多甲之多而得名，因此車站規劃興建時，暫時以此作為站名。
在2010年時，新竹市政府購入中国2010年上海世界博览会中的展館「台灣館」並規劃在車站南側1公里外處重組，希望將新站命名為世博，但遭到地方人士反彈，認為古地名消失、傷害地方情感。
2011年4月地方政府邀集車站所在里長與會研商，決定更名為「世博千甲」，但臺鐵表示，在現有票務系統技術下無法實現，同年6月決議以世博（千甲）的主副站名標示方式處理。但是自2011年11月通車以來，民眾仍然認為站名標示方式不恰當，地方政府遂於2012年3月第3度展開協調，最後決定改回千甲之名，於2013年1月正式恢復。

## 車站構造
本站為設有兩座岸式月台、雙線配置的高架車站。

### 月台樓層
| 地上 二樓 | 側式月台 | 側式月台                                       |
| 地上 二樓 | 2月台    | 六家線或內灣線 往六家、內灣方向（新莊）→       |
| 地上 二樓 | 1月台    | ←六家線或內灣線 往新竹方向（北新竹）           |
| 地上 二樓 | 側式月台 |                                                |
| 地面      | 大廳層   | 出入口、車站大廳、詢問處、自動售票機、驗票閘門 |

## 歷史
- 2011年11月11日：隨著新竹－竹東間鐵路改善計畫完工後啟用，並開始免費乘車六家線及內灣線。初啟用時站名世博（千甲）。
- 2011年11月25日：免費乘車活動結束。
- 2013年1月：依照所在地名更改站名為千甲車站（參見#站名更迭）。

## 利用狀況
根據2024年資料，本站每日旅運量約為630，在台鐵各站中排行第158名。
| 年   | 年間    | 年間    | 年間     | 來源   | 日平均 | 日平均 |
| 年   | 上車    | 下車    | 上下車計 | 來源   | 上車   | 上下車 |
| ---- | ------- | ------- | -------- | ------ | ------ | ------ |
| 2011 | 4,761   | 4,851   | 9,612    | [ 5 ]  | 93     | 188    |
| 2012 | 63,132  | 66,385  | 129,517  | [ 6 ]  | 172    | 354    |
| 2013 | 95,660  | 99,591  | 195,251  | [ 7 ]  | 262    | 535    |
| 2014 | 101,222 | 104,283 | 205,505  | [ 8 ]  | 277    | 563    |
| 2015 | 111,635 | 114,075 | 225,710  | [ 9 ]  | 306    | 618    |
| 2016 | 104,045 | 106,814 | 210,859  | [ 10 ] | 284    | 576    |
| 2017 | 111,589 | 111,817 | 223,406  | [ 11 ] | 306    | 612    |
| 2018 | 129,274 | 127,891 | 257,165  | [ 12 ] | 354    | 705    |
| 2019 | 135,409 | 131,484 | 266,893  | [ 13 ] | 371    | 731    |
| 2020 | 116,028 | 105,709 | 221,737  | [ 14 ] | 317    | 606    |
| 2021 | 79,258  | 72,621  | 151,879  | [ 15 ] | 217    | 416    |
| 2022 | 81,230  | 74,385  | 155,615  | [ 16 ] | 223    | 426    |
| 2023 | 103,408 | 98,351  | 201,759  | [ 17 ] | 283    | 553    |
| 2024 | 116,765 | 113,984 | 230,749  | [ 18 ] | 319    | 630    |

1. 1 2  該站於2011年11月11日啟用，以51日計算

## 相片集

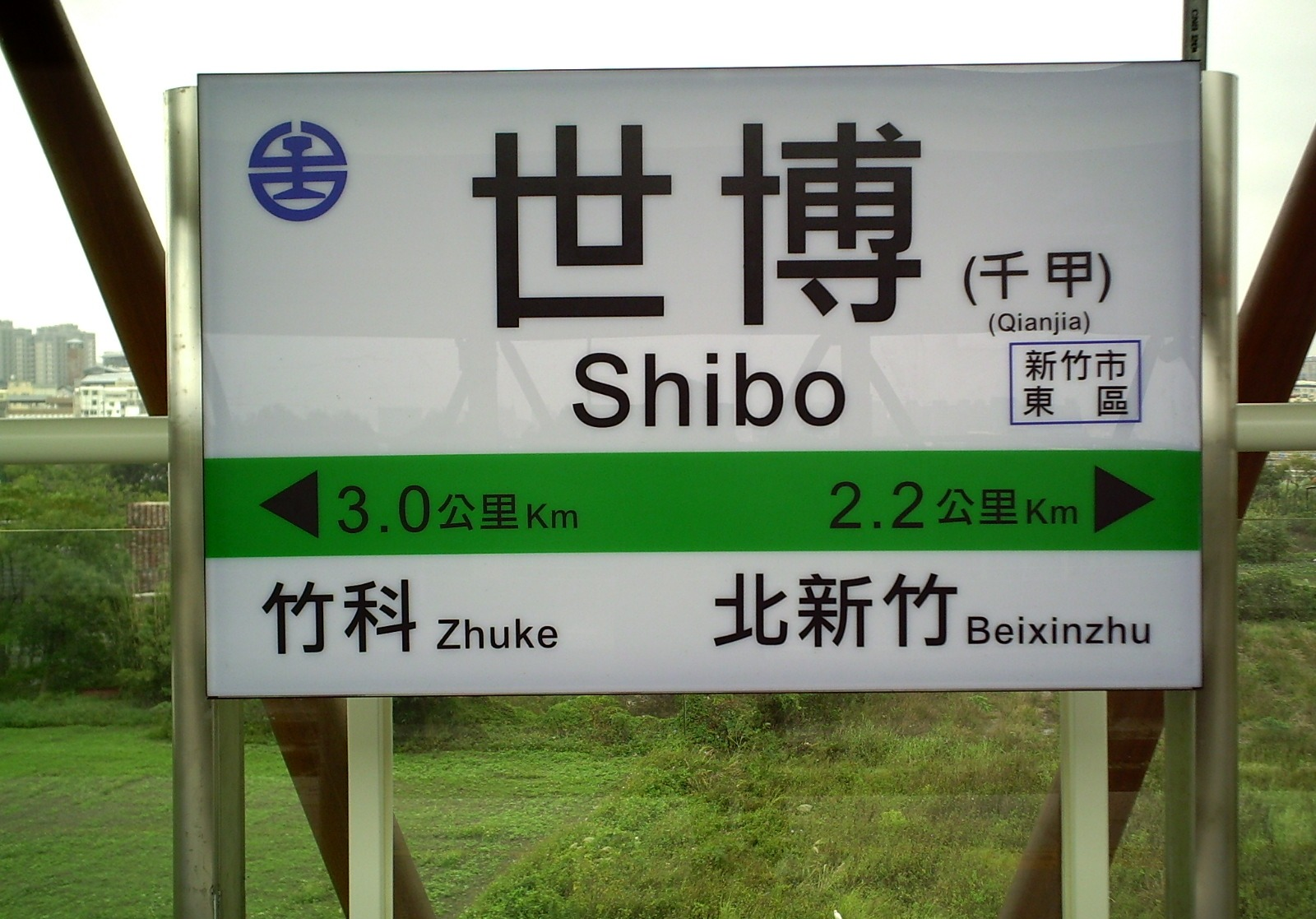
改名前的站名牌，標示著世博（千甲）
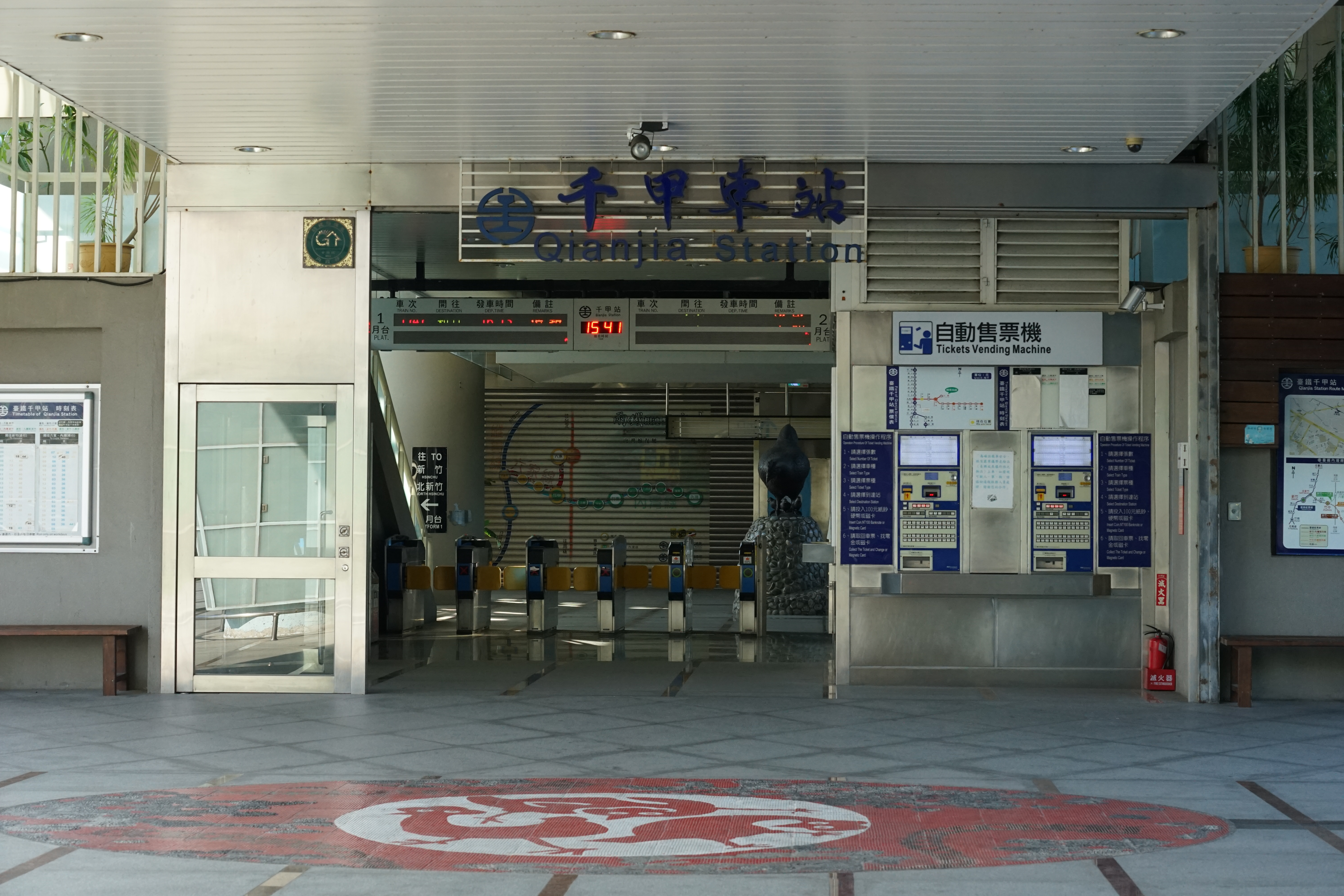
千甲車站出入口閘道

## 外部連結
- 國營臺灣鐵路股份有限公司 – 千甲車站 （页面存档备份，存于）